# Орловський Віталій Миколайович
Орловський Віталій Миколайович (нар. 25 вересня 1954 року в с. Супрунівка, Полтавського району, Полтавської області) — український вчений в галузі нафтогазової інженерії. Член НТШ України.
Коло наукових інтересів: в'яжучі тампонажні матеріали, цементування свердловин.

## Життєпис
Народився в українській селянській і спадковій козацькій родині.
У 1972 році закінчив Супрунівську середню школу.
Після школи — здобуття військової науки у збройних силах окупаційних військ та здобування фахової освіти. У 1977 році закінчив Полтавський нафтовий геологорозвідувальний технікум, за спеціальністю «Буріння нафтових і газових свердловин», потім Московський інститут нафти і газу ім. І.М. Губкіна, за спеціальністю «Буріння нафтових і газових свердловин». Також закінчив Центральний інститут підвищення кваліфікації керівних працівників і фахівців народного господарства в області патентної роботи, за спеціальністю «Патентознавство».
У 2008 р. захистив кандидатську дисертацію в Івано-Франківському Національному Університеті Нафти і Газу за спеціальністю «Розробка нафтових та газових родовищ» та одержав науковий ступінь кандидат технічних наук. Тема кандидатської дисертації «Тампонажні матеріали, що розширюються при твердінні».
Працював в Полтавській геологорозвідувальній експедиції інженером виробничо-технічного відділу, багато років у Полтавському відділенні Українського державного геологорозвідувального інституту на посадах від інженера до старшого наукового співробітника лабораторії «Технології цементування свердловин», з 2010 р. у Полтавському національному технічному університеті імені Юрія Кондратюка на посаді доцента кафедри «Обладнання нафтових і газових промислів», виконуючого обов'язки завідувача кафедри.
З 2018 року працює у Харківському університеті міського господарства — доцент кафедри «Нафтогазової інженерії і технологій».

## Хоббі
Туризм, краєзнавство (Історія історичної Полтавщини), етнічна віра українців (язичництво), етнографія.

## Творчий доробок
Орловський Віталій Миколайович має 156 наукових та навчально-методичних праць з напрямку нафтогазової інженерії та історії краю, серед яких одна монографія, 2 навчальні підручники, 14 навчальних посібників.
Окремі роботи:
1. Орловський, В. М. Тампонажні матеріали, що розширюються при твердінні: монографія / В. М. Орловський. — Полтава: ПолтНТУ ім. Ю. Кондрратюка, 2015. — 129 с.
2. Орловський В. М., Білецький В. С., Вітрик В. Г. Технологія розробки нафтових родовищ. [Текст]: навч. посіб. для студ спеціальності 185 «Нафтогазова інженерія та технології» / В. М. Орловський, В. С. Білецький, В. Г. Вітрик; ХНУМГ ім. О. М. Бекетова; НТУ «ХПІ». — Полтава: ТОВ "Фірма «Техсервіс», 2020. — 243 с. Орловський В. М., Білецький В. С., Вітрик В. Г. Технологія розробки нафтових родовищ. [Текст]: 2-ге видання, навч. посіб. для студ спеціальності 185 «Нафтогазова інженерія та технології» / В. М. Орловський, В. С. Білецький, В. Г. Вітрик; ХНУМГ ім. О. М. Бекетова; НТУ «ХПІ». — Львів: «Новий Світ — 2000», 2020. — 243 с.
3. Орловський В. М., Білецький В. С., Вітрик В. Г., Сіренко В. І. Технологія розробки газових і газоконденсатних родовищ. Харків: Харківський національний університет міського господарства імені О. М. Бекетова, НТУ «Харківський політехнічний інститут». — Львів, Видавництво «Новий Світ — 2000», 2020. — 311 с.
4. Білецький В. С. Основи нафтогазової справи / В. С. Білецький, В. М. Орловський, В. І. Дмитренко, А. М. Похилко. — Полтава: ПолтНТУ, Київ: ФОП Халіков Р. Х., 2017. — 312 с. Видання друге: Білецький В. С. Основи нафтогазової справи / В. С. Білецький, В. М. Орловський, В. І. Дмитренко, А. М. Похилко, Львів: Новий Світ-2000, 2018. — 312 с.
5. Білецький В. С., Орловський В. М., Вітрик В. Г. Основи нафтогазової інженерії: Підручник. — Харків: НТУ «ХПІ», Харківський національний університет міського господарства імені О. М. Бекетова, Київ: ФОП Халіков Р. Х., 2018. 416 с. Видання друге: Білецький В. С. Основи нафтогазової інженерії [Текст]: підручник для студентів вищих навчальних закладів. / Білецький В. С., Орловський В. М., Вітрик В. Г. — Львів: «Новий Світ- 2000», 2019—416 с.
6. Орловський В. М., Білецький В. С., Вітрик В. Г., Сіренко В. І. Технологія видобування нафти. Харків: Харківський національний університет міського господарства імені О. М. Бекетова, НТУ «ХПІ», ТОВ НТП «Бурова техніка», Львів, Видавництво «Новий Світ — 2000», 2022. — 308 с.
7. Орловський В. М., Білецький В. С., Сіренко В. І. Технологія видобування газу і газового конденсату: навчальний посібник. Редакція «Гірничої енциклопедії», Полтава: НТП «Бурова техніка», Львів, Видавництво «Новий Світ – 2000», 2023. – 359 с.
8. Орловський В. М., Білецький В. С., Сіренко В. І. Нафтогазовилучення з важкодоступних і виснажених пластів. Харків: Харківський національний університет міського господарства імені О. М. Бекетова, НТУ «Харківський політехнічний інститут», ТОВ НТП «Бурова техніка», Львів, Видавництво «Новий Світ — 2000», 2023. — 312 с.
9. Білецький В. С., Гайко Г. І., Орловський В. М. Історія та перспективи нафтогазовидобування: Навчальний посібник. — Київ: ФОП Халіков Р. Х., 2019, 302 с. Видання друге: Історія та перспективи нафтогазовидобування: навчальний посібник / Білецький В. С., Гайко Г. І., Орловський В. М. — Львів: Видавництво «Новий Світ — 2000», 2019. — 302 с. [Архівовано 20 березня 2022 у Wayback Machine.]
10. Орловський В. М., Білецький В. С., Сіренко В. І. Буріння нафтових і газових свердловин. Редакція «Гірничої енциклопедії», Полтава: НТП «Бурова техніка», Львів, Видавництво «Новий Світ-2000», 2024. — 409 с. ISBN 978-966-418-488-2

## Нагороди та відзнаки
- Подяка Наукового Товариства імені Шевченка за вагомий особистий внесок у розвиток Товариства, з нагоди його 150-річчя. 16 грудня 2023 р. Львів.
- Пам'ятна медаль «Євграф Ковалевський» Донецького відділення НТШ, посвідчення від 23 грудня 2023 р. з нагоди 150-річчя НТШ.